# 連寶香
連寶香（LIN Po Heung，1985年5月2日—），香港女子劍擊運動員。

## 簡歷
2002年，連寶香入選香港青少年劍擊代表隊，同年代表香港贏得亞洲青少年劍擊錦標賽團體賽季軍；2003年開始入選香港劍擊代表隊。
2010年11月，連寶香代表香港參加廣州亞運會劍擊比賽，伙拍張顥瓊、劉曉為和鄭曉為取得女子花劍團體銅牌。
2014年9月，連寶香代表香港參加南韓仁川舉行的亞運會劍擊比賽。她在女子花劍個人賽的準決賽中，以11-13不敵中國的樂慧林，未能晉級決賽，贏得銅牌。其後，她又與廖恩尉、張楚瑩和鄭曉霖合作贏得女子花劍團體賽銅牌。
2015年6月，連寶香在新加坡舉行的亞洲劍擊錦標賽女子花劍個人賽打進八強，最終以5:15不敵拿過兩屆亞運金牌的韓國名將南賢喜出局，但總成績第7名已刷新個人最佳成績。
2016年4月，連寶香在無錫舉行的奧運會亞洲及大洋洲區資格賽女子花劍個人賽中獲得第3名，取得里約奧運會的參賽資格。